# Rule, Britannia!
Rule, Britannia! è un canto patriottico britannico. Trae le sue origini dalla poesia Rule, Britannia, composta da James Thomson; fu musicato da Thomas Arne nel 1740. Dopo, o quasi al pari, del God Save the King è considerata la marcia più famosa del Regno Unito e probabilmente è anche una delle marce più famose al mondo. Andata in voga soprattutto nel XIX secolo, rappresentò per più di un secolo l'imperialismo britannico nel mondo. Anche oggi è universalmente abbinata alla Gran Bretagna e spesso nei film e nelle serie televisive viene inserita quando ci si sposta nel Regno Unito o quando ci sono come protagonisti dei britannici: è il caso, ad esempio, de Il giro del mondo in 80 giorni del 1956 con David Niven, o di Robin Hood - Un uomo in calzamaglia del 1993 di Mel Brooks. Ufficialmente è una delle marce della Royal Navy, ma essendo ormai "nazionale" viene comunque eseguita dalle bande militari dei reggimenti terrestri e aeronautici di tutto il Regno Unito. Il canto chiude ogni anno insieme con l'inno nazionale l'ultima notte dei Proms a Londra.

## Testo come cantato

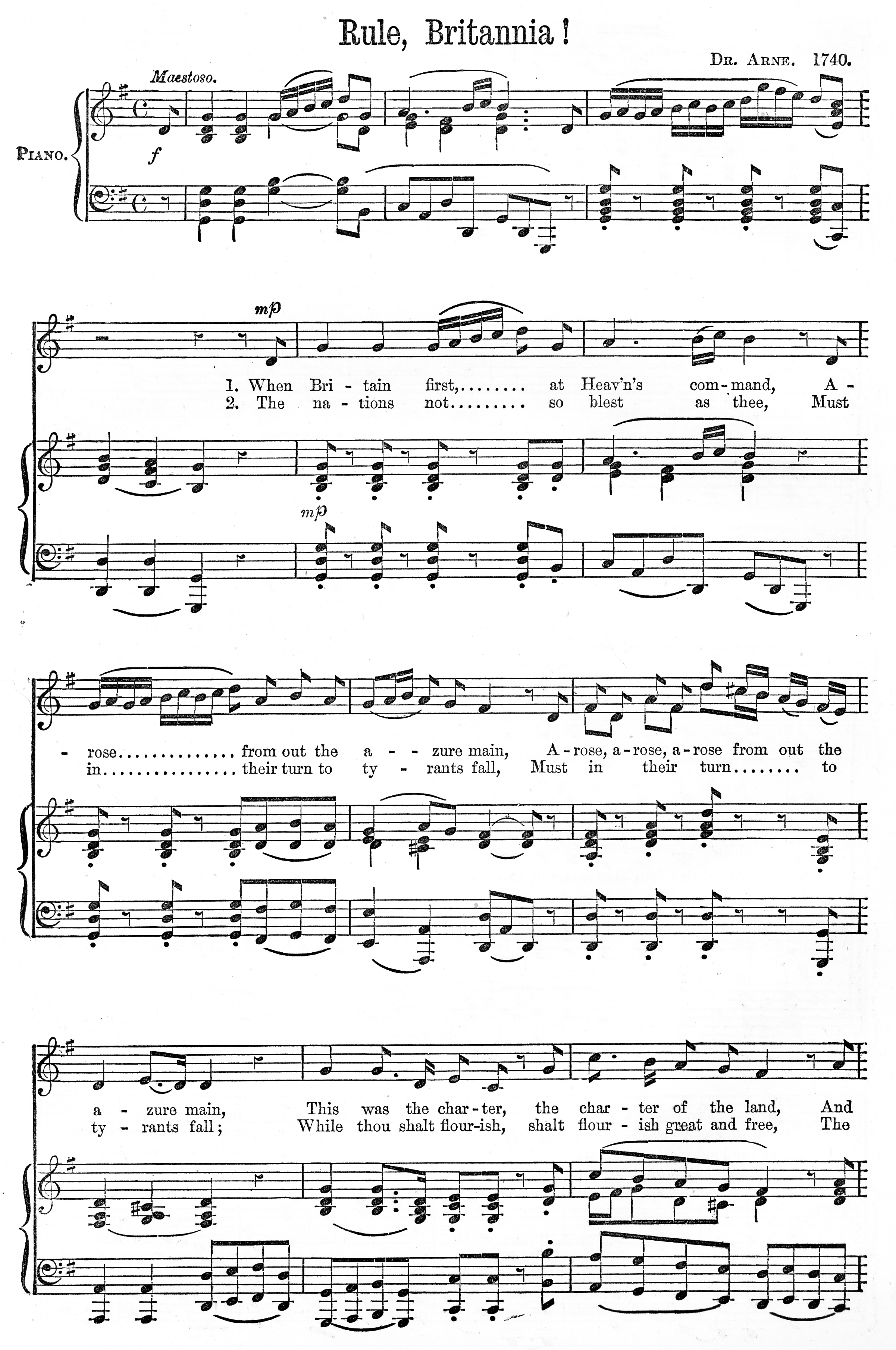
Prima pagina dello spartito musicale del 1890, il PDF è disponibile qui.

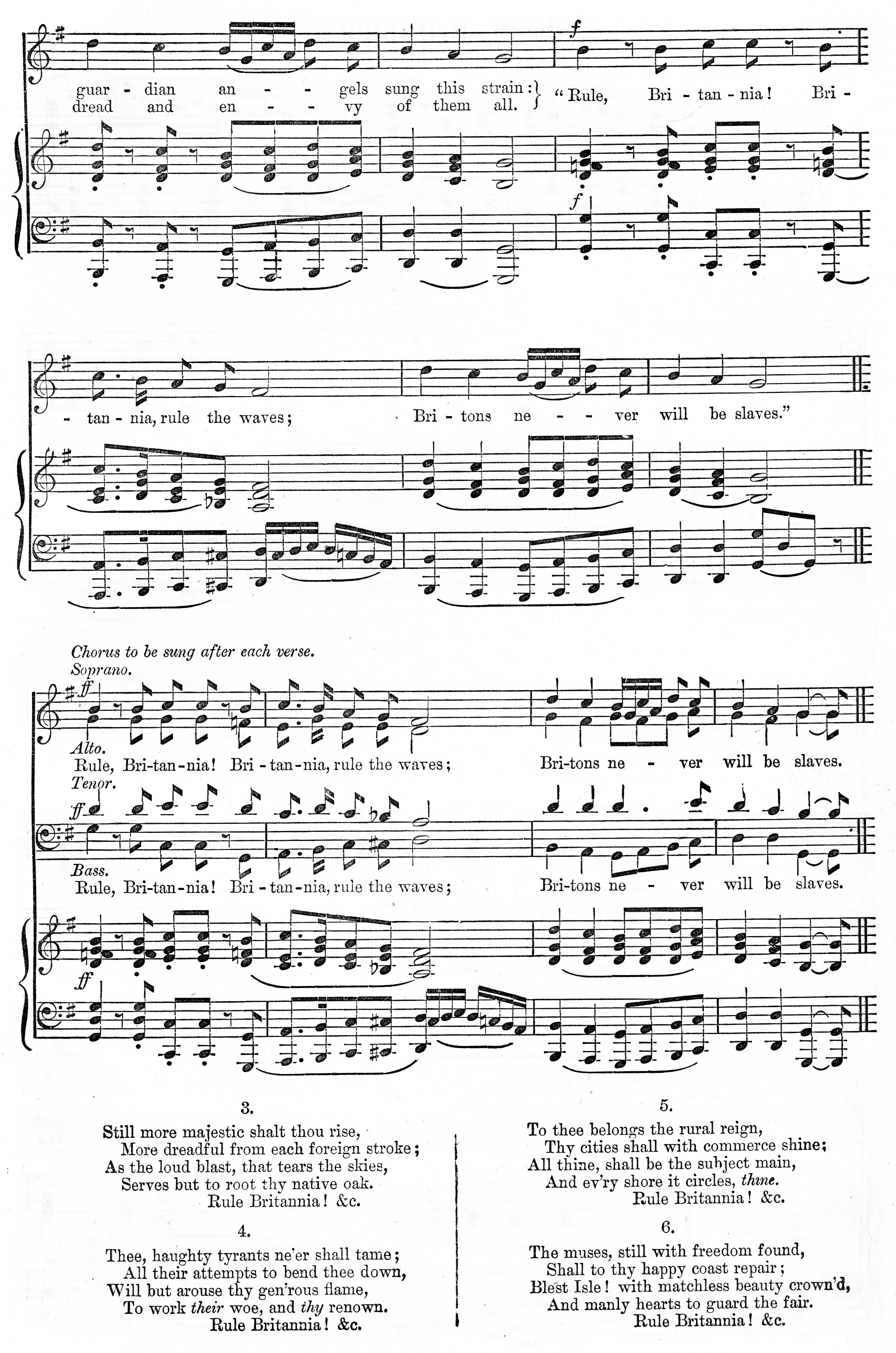
Seconda pagina.

When Britain first at Heav'n's command
Arose from out the azure main
This was the charter of the land,
And guardian angels sang this strain;
|:Rule, Britannia! Britannia rule the waves;
Britons never shall be slaves.:|
The nations not so blest as thee,
Must in their turns to tyrants fall;
While thou shalt flourish great and free,
The dread and envy of them all.
|:Coro:|
Still more majestic shalt thou rise,
More dreadful from each foreign stroke;
As the loud blast, that tears the skies,
Serves but to root thy native oak.
|:Coro:|
Thee haughty tyrants ne'er shall tame;
All their attempts to bend thee down
Will but arouse thy generous flame,
To work their woe, and thy renown.
|:Coro:|
To thee belongs the rural reign,
Thy cities shall with commerce shine;
All thine, shall be the subject main,
And ev'ry shore it circles thine.
|:Coro:|
The Muses, still with freedom found,
Shall to thy happy coast repair;
Blest Isle! With matchless beauty crown'd,
And manly hearts to guard the fair.

## Testo originale
Questa versione è tratta da "The Works of James Thomson by James Thomson", Pubblicata nel 1763, Vol II, p. 191,.
1
When Britain first, at Heaven's command
Arose from out the azure main;
This was the charter of the land,
And guardian angels sang this strain:
"Rule, Britannia! rule the waves:
"Britons never will be slaves."
2
The nations, not so blest as thee,
Must, in their turns, to tyrants fall;
While thou shalt flourish great and free,
The dread and envy of them all.
"Rule, Britannia! rule the waves:
"Britons never will be slaves."
3
Still more majestic shalt thou rise,
More dreadful, from each foreign stroke;
As the loud blast that tears the skies,
Serves but to root thy native oak.
"Rule, Britannia! rule the waves:
"Britons never will be slaves."
4
Thee haughty tyrants ne'er shall tame:
All their attempts to bend thee down,
Will but arouse thy generous flame;
But work their woe, and thy renown.
"Rule, Britannia! rule the waves:
"Britons never will be slaves."
5
To thee belongs the rural reign;
Thy cities shall with commerce shine:
All thine shall be the subject main,
And every shore it circles thine.
"Rule, Britannia! rule the waves:
"Britons never will be slaves."
6
The Muses, still with freedom found,
Shall to thy happy coast repair;
Blest Isle! With matchless beauty crown'd,
And manly hearts to guard the fair.
"Rule, Britannia! rule the waves:
"Britons never will be slaves."

## Traduzione
(1)
Quando in principio, al comando del Cielo

la Britannia sorse dall'azzurro oceano,

questa fu la creazione del paese,

e gli angeli custodi cantarono questa melodia:

"Domina Britannia, domina le onde!

I Britannici non saranno mai schiavi."
(2)
Le nazioni, non così benedette come Te,

devono, una alla volta, soccombere ai tiranni,

mentre Tu prospererai grande e libera,

temuta ed invidiata da tutte loro.

"Domina Britannia, domina le onde!

I Britannici non saranno mai schiavi."
(3)
Ancora più maestosa e più terribile Ti ergerai,

dopo ogni aggressione straniera;

come il fragoroso colpo di vento che lacera i cieli,

ma serve a far radicare le tue querce native.

"Domina Britannia, domina le onde!

I Britannici non saranno mai schiavi."
(4)
Gli arroganti tiranni non ti sottometteranno,

tutti i loro tentativi di piegarti

desteranno il tuo nobile splendore,

causeranno solamente la loro sventura e il tuo successo.

"Domina Britannia, domina le onde!

I Britannici non saranno mai schiavi."
(5)
A Te appartiene il regno rurale;

le Tue città prospereranno con il commercio:

tutte saranno dipendenti dal mare,

ed ogni Tua terra che esso racchiude.

"Domina Britannia, domina le onde!

I Britannici non saranno mai schiavi."
(6)
Le Muse, ancora con ritrovata libertà,

ripareranno sulla tua costa felice.

Isola benedetta! Coronata con impareggiabile bellezza,

e con cuori risoluti a difendere ciò che è bello.

"Domina Britannia, domina le onde!

I Britannici non saranno mai schiavi."

### Traduzione poetica
Quando surse alla voce divina
La Britannia sull’ampia marina, 
Cantò i fati il suo genio alle sponde,
In quest’inno per tutte le età:
O Britannia, tu impera sull’onde!
Non schiavo il Britanno sarà.
Altre genti di te men felici,
Avran serve le fiacche cervici.
Tu ognor grande: tua libera insegna 
Tema e invidia a lor tutte starà.
O Britannia, sull’onde tu regna!
Non mai schiavo il Britanno sarà.
Sorgerai, se da estranei percossa,
Maestosa più sempre in tua possa.
Fende il ciel l’irruente bufera, 
Le tue querce più immote sol fa.
O Britannia, sull’onde tu impera!
Non mai schiavo il
Britanno sarà.
Se tirannico orgoglio s’attenti
De’ tuoi spirti a domar gli ardimenti,
Guai per esso!- Ei congiura a’ suoi lutti,
E più eccelso il tuo nome ne va.
O Britannia, tu impera sui flutti!
Non mai schiavo il Britanno sarà.
A te il regno de’campi,
decoro
Di città, di commerci tesoro;
A te il mar quanto è vasto s’inchina,
Ogni lito in tua posa verrà.
O Britannia, dell’onda regina!
Non mai schiavo il Britanno sarà.
Sempre a’ liberi amiche, giulive
Si ricettan le Muse a tue rive.
Te felice, che accogli in tuo lare
Maschia forza e sovrana beltà!
O Britannia, sii donna del Mare!
Non mai schiavo il Britanno sarà.